# Jonathan Jäger
Jonathan Jäger (Gien, 23 maggio 1978) è un ex calciatore francese, di ruolo centrocampista.

## Palmarès

### Club

#### Competizioni nazionali
- Campionato tedesco di seconda divisione: 1

Friburgo: 2008-2009